# Calicium hyperelloides
Calicium hyperelloides är en lavart som beskrevs av Nyl. 1860. Calicium hyperelloides ingår i släktet Calicium och familjen Caliciaceae.   Inga underarter finns listade i Catalogue of Life.